# 役料
役料（やくりょう）とは、江戸幕府が幕臣に支給した役職手当の1種。

## 解説

### 知行
武士は基本的に主君から知行を与えられて、それに対応した軍役を義務として果たすものであった。江戸幕府の知行制度もこの方針に基づいて行われており、初期においては役職についても知行とは別個の給与などは与えられていなかった。しかし、幕府の役職人事が知行高のみならずその職務能力なども考慮して行われるようになると、優秀な人材を抜擢して要職に就けた場合、それに伴う経費の負担をその知行高の範囲では賄いきれない場合もあり、却ってその幕臣が困窮する事態も生じた。

### 役料制度
こうした事態の救済のために寛文5年3月18日（1665年）に番方を中心とした役料制度が定められた。『徳川実紀』によれば、大番頭2000俵、書院番頭・小姓組番頭1000俵、新番頭・百人組番頭700俵、持弓筒頭・先手頭・歩行頭・書院番組頭・小姓組組頭・小十人頭・目付・使番500俵と定められた。続いて翌年7月には留守居2000俵、大目付・町奉行1000俵、旗奉行・作事奉行・勘定頭700俵、槍奉行・留守居番・普請奉行500俵などと定められた。役料は春・夏・冬の3季に分割して米もしくは金によって支給された。寛文年間に役料として支出された総額は18万俵であったとされている。だが、財政的な事情などから天和2年（1682年）4月には役料を廃止して在職者の役料をそのまま当人の知行高に加えた。
その後、元禄2年（1689年）頃より、特定の役職に対する役料支給が行われ、同5年（1692年）には役料制度が正式に復活された。この時の制度は役職ごとに一定の石高を定め、その水準を満たさない知行保持者にのみ定額の役料を与えた。例えば、留守居・大番頭は5000石を基準としてそれ以下に1000俵、書院番頭・小姓番組頭は3000石以下に1000俵、大目付・町奉行・勘定奉行は3000石以下に700俵、百人組頭は3000石以下に500俵、作事奉行・普請奉行・槍奉行・持弓筒頭は2000石以下に300俵、先手頭・新番頭は1500石以下に300俵、留守居番・目付・使番・書院番組頭・小姓組組頭・徒頭・小十人頭は1000石以下に300俵、鉄砲方は1000石以下に200俵などの決まりがあった。元禄5年（1692年）から享保7年（1722年）までの30年間に在任した幕府役職者のうち、大目付・町奉行・勘定奉行就任者の79％、大番頭就任者の29％が役料支給の対象となった。

### 足高の制
限られた幕府財政と役料制度とのバランスを図るべく、享保8年（1723年）6月に導入されたのが、足高の制である。役職ごとに基準高を定め、それに不足する分の石高を在任中に限定して加増するものであった。同制度は翌享保9年（1724年）7月と元文4年（1739年）3月に一部修正が行われて、役料制度の基本とされた。ただし、遠国奉行などに関してはその職務の重要性と出費の機会の多さから足高とは別個に役料が支給された。

### 役金
慶応3年9月26日（1867年10月23日）に幕府財政の金銀中心への移行に伴い、布衣以上の足高・役料・役扶持などを廃止して役金に統一するが、同年の大政奉還によって実際に機能する前に廃止されることになった。